# Zmienna intensywna
Zmienna intensywna, wielkość intensywna lub parametr intensywny w fizyce i chemii to dowolna wielkość fizyczna, która nie zależy od wielkości układu (rozmiary geometryczne, objętość) lub liczby cząsteczek układu, jego masy itp.
Przeciwieństwem wielkości intensywnej jest wielkość ekstensywna proporcjonalna do wielkości układu np: liczby cząsteczek, masy, objętości.
Aby otrzymać wielkość intensywną wystarczy wyrazić odpowiadającą jej wielkość ekstensywną na jednostkę masy (albo objętości, albo liczby cząstek itd.). 

## Przykłady
Przykłady wielkości intensywnych: 
- Ciepło molowe
- Ciepło właściwe
- Ciśnienie
- Gęstość
- Objętość molowa
- Potencjał chemiczny
- Prędkość
- Przyspieszenie
- Stężenie
- Temperatura